# Cá cược thể thao

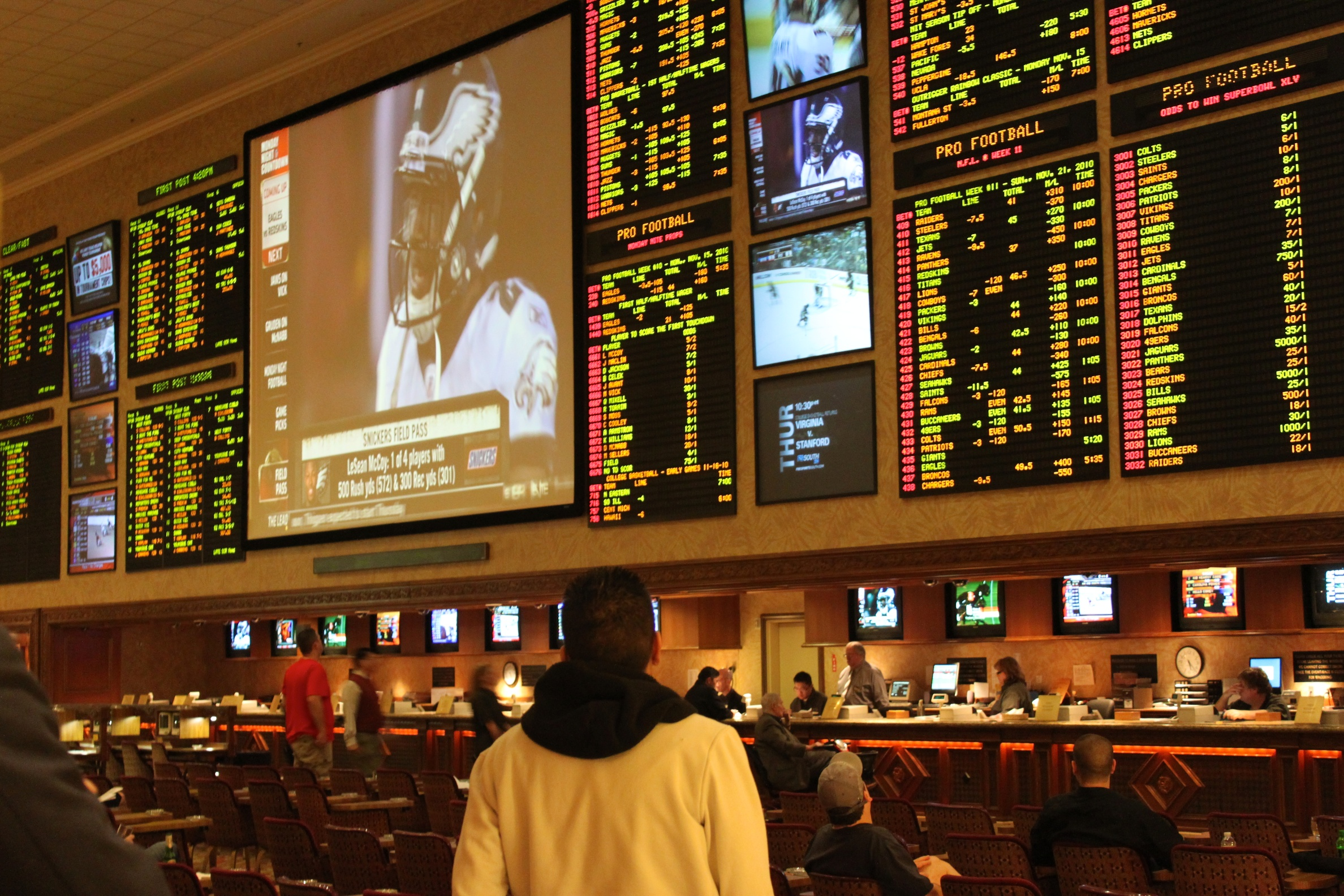
Tỷ lệ cá cược trên một bảng thông tin ở Las Vegas

Cá cược thể thao, cá độ, hoặc theo nghĩa hẹp hơn là cá độ bóng đá, là hoạt động dự đoán các kết quả thể thao và đặt cược vào kết quả. Tần suất của cá cược thể thao thay đổi theo văn hoá, với phần lớn các tiền cược được đặt vào bóng bầu dục Mỹ, bóng rổ, bóng chày, hockey, xe đạp lòng chảo, đua ô tô, mixed martial art và quyền Anh, ở các cấp nghiệp dư và chuyên nghiệp. Cá cược thể thao cũng có thể áp dụng vào các sự kiện không phải thể thao như các cuộc thi truyền hình thực tế và các cuộc bầu cử chính trị, và các cuộc thi không phải giữa con người với nhau như đua ngựa, đua chó và chọi chó.

## Cách thức đặt cược
Người chơi đặt cược hoặc theo cách hợp pháp, thông qua một đại lý cá cược chính thức như Dafabet, William Hill, K8, SBOBET... hoặc bất hợp pháp thông qua các doanh nghiệp tư nhân. Thuật ngữ "bookie" là phiếm chỉ đến cuốn sổ được các nhà cái dùng để theo dõi việc đánh cuộc, các khoản thanh toán và khoản nợ. Phần lớn các nhà cái thể thao chính thức đều có mặt trực tuyến, được vận hành qua internet từ các cơ quan tư pháp tách biệt với khách hàng mà họ phục vụ, thường là để có được những luật cờ bạc khác nhau (chẳng hạn như Đạo luật Cờ bạc bất hợp pháp năm 2006 ở Hoa Kỳ) tại một số thị trường được chọn như Las Vegas, Nevada,hoặc trên các con tàu chuyên dùng đánh cờ bạc thông qua các kiốt tự phục vụ. Họ đặt cược "lấy trước", có nghĩa là người đặt cược phải trả tiền đặt cược trước khi đặt cược. Các nhà cái bất hợp pháp, do tính chất kinh doanh của họ, có thể hoạt động ở bất cứ nơi đâu mà chỉ đòi hỏi việc thu tiền khi người chơi mất tiền và không đòi hỏi số tiền đặt cược trước. Điều này khiến người chơi thường xuyên nợ nhà cái, tạo ra một số yếu tố hình sự khác khi đòi nợ, do đó lại làm tăng thêm tính bất hợp pháp của các nhà cái này.

## Ảnh hưởng
Cá cược thể thao đã dẫn đến một số vụ xì căng đan trong thể thao, ảnh hưởng đến sự trung thực của các sự kiện thể thao thông qua các hành động khác nhau bao gồm việc thay đổi kết quả trận đấu và các đánh giá sai lầm cố tình của trọng tài trong những thời khắc quyết định. Ví dụ như World Series 1919, vụ đặt cược bất hợp pháp (và sau đó được chủ nhân thừa nhận) của cựu cầu thủ của MLB, Pete Rose, và cựu trọng tài NBA Tim Donaghy hoặc như vụ dàn xếp tỷ số của bóng đá Việt Nam tại SEA Games 2005.

## Tại Việt Nam
Từ cuối 2006, các cơ quan liên quan đã đặt vấn đề quản lý và cho phép công khai đối với các hình thức cá cược kết quả của bóng đá, đua ngựa và đua chó. Tuy nhiên, đến 2017, Việt Nam vẫn chưa có bộ khung pháp lý cho loại hình kinh doanh này.
Ngày 13 tháng 9 năm 2017, sau khi làm việc với Bộ trưởng Bộ Văn hóa, Thể thao và Du lịch Việt Nam Nguyễn Ngọc Thiện, Tổng cục trưởng Tổng cục TDTT Vương Bích Thắng vẫn chưa thống nhất việc đưa các giải đấu bóng đá châu Âu và bóng đá Việt Nam vào danh sách cá cược hay không. Còn Bộ Tài chính Việt Nam vẫn chưa thể xây dựng và ban hành các mức thuế dành cho doanh nghiệp kinh doanh cá độ.
Tính đến 2019, việc cá cược thể thao, chủ yếu là cá độ bóng đá được coi là bất hợp pháp tại Việt Nam mặc dù nó khá phổ biến và gần như công khai. Người chơi đặt cược thông qua các đại lý, địa điểm thường ở các quán cafe bóng đá. Một số trang web cá độ chuyển sang dùng ví tiền ảo hoặc bitcoin để thanh toán cho người chơi để tránh các vấn đề pháp lý phát sinh do C50 chưa xử lý được những đối tượng lợi dụng chuyển tiền qua hình thức này.
Ngoài bóng đá, người dân Việt Nam vẫn cá cược tự phát tại Lễ hội chọi trâu Đồ Sơn và nhiều nơi khác.